# Női 3000 méteres akadályfutás a 2024. évi nyári olimpiai játékokon
A 2024. évi nyári olimpiai játékokon az atlétika női 3000 méteres akadályfutás versenyszámának előfutamait augusztus 4-én, döntőjét augusztus 6-én rendezték Párizsban. Az aranyérmet a bahreini Winfred Yavi nyerte a címvédő ugandai Peruth Chemutai előtt.
Ez a versenyszám ötödik alkalommal szerepelt az olimpiai programban.

## Rekordok
A versenyt megelőzően a következő rekordok voltak érvényben:
| Világrekord                  | Beatrice Chepkoech (KEN) | 8:44,32 | Monaco                            | 2018. július 20.    |
| Olimpiai rekord              | Gulnara Galkina (RUS)    | 8:58,81 | Peking, Kína                      | 2008. augusztus 17. |
| Világ legjobb idei eredménye | Peruth Chemutai (UGA)    | 8:55,09 | Eugene, Amerikai Egyesült Államok | 2024. május 25.     |

A döntőben új olimpiai rekord született.
| Olimpiai rekord | Winfred Yavi (BHR) | 8:52,76 | Párizs, Franciaország | 2024. augusztus 6. |

## Eredmények
Az időeredmények perc:másodpercben értendők. A rövidítések jelentése a következő:
| - WR: világrekord - OR: olimpiai rekord - AR: kontinens rekord - NR: országos rekord | - PB: egyéni legjobb eredménye - SB: 2024-ben az addigi legjobb eredménye - DNS: nem indult a futamon - DNF: nem ért célba - qR: versenybírói döntés által továbbjutott |

### Előfutamok
Minden előfutam első öt helyezettje döntőbe jutott.
1. előfutam
| H   | Név              | Nemzet           | E       | Mj    |
| --- | ---------------- | ---------------- | ------- | ----- |
| 1.  | Peruth Chemutai  | Uganda           | 9:10,51 | Q     |
| 2.  | Faith Cherotich  | Kenya            | 9:10,57 | Q     |
| 3.  | Gesa Krause      | Németország      | 9:10,68 | Q, SB |
| 4.  | Courtney Wayment | Egyesült Államok | 9:10,72 | Q     |
| 5.  | Lomi Muleta      | Etiópia          | 9:10,73 | Q, PB |
| 6.  | Marwa Bouzayani  | Tunézia          | 9:10,91 | PB    |
| 7.  | Carolina Robles  | Spanyolország    | 9:22,48 |       |
| 8.  | Parul Chaudhary  | India            | 9:23,39 | SB    |
| 9.  | Aneta Konieczek  | Lengyelország    | 9:24,43 | PB    |
| 10. | Daisy Jepkemei   | Kazahsztán       | 9:24,69 |       |
| 11. | Aimee Pratt      | Nagy-Britannia   | 9:27,26 | SB    |
| 12. | Regan Yee        | Kanada           | 9:27,81 |       |

2. előfutam
| H   | Név                | Nemzet           | E       | Mj    |
| --- | ------------------ | ---------------- | ------- | ----- |
| 1.  | Winfred Yavi       | Bahrein          | 9:15,11 | Q     |
| 2.  | Sembo Almayew      | Etiópia          | 9:15,42 | Q     |
| 3.  | Valerie Constien   | Egyesült Államok | 9:16,33 | Q     |
| 4.  | Elizabeth Bird     | Nagy-Britannia   | 9:16,46 | Q     |
| 5.  | Norah Jeruto       | Kazahsztán       | 9:16,46 | Q, SB |
| 6.  | Olivia Gürth       | Németország      | 9:16,47 | PB    |
| 7.  | Ceili McCabe       | Kanada           | 9:20,71 |       |
| 8.  | Kinga Królik       | Lengyelország    | 9:26,61 | PB    |
| 9.  | Luiza Gega         | Albánia          | 9:27,41 |       |
| 10. | Flavie Renouard    | Franciaország    | 9:27,70 | SB    |
| 11. | Cara Feain-Ryan    | Ausztrália       | 9:28,72 | PB    |
| 12. | Jackline Chepkoech | Kenya            | 9:35,56 |       |

3. előfutam
| H   | Név                                | Nemzet           | E       | Mj    |
| --- | ---------------------------------- | ---------------- | ------- | ----- |
| 1.  | Beatrice Chepkoech                 | Kenya            | 9:13,56 | Q     |
| 2.  | Alice Finot                        | Franciaország    | 9:14,78 | Q     |
| 3.  | Lea Meyer                          | Németország      | 9:14,85 | Q, PB |
| 4.  | Alicja Konieczek                   | Lengyelország    | 9:16,51 | Q, NR |
| 5.  | Irene Sánchez-Escribano            | Spanyolország    | 9:17,39 | Q, PB |
| 6.  | Ilona Mononen                      | Finnország       | 9:22,77 | NR    |
| 7.  | Marisa Howard                      | Egyesült Államok | 9:24,78 |       |
| 8.  | Stella Rutto                       | Románia          | 9:31,23 |       |
| 9.  | Amy Cashin                         | Ausztrália       | 9:32,93 |       |
| 10. | Tatiane Raquel da Silva            | Brazília         | 9:33,96 | SB    |
| 11. | Belén Casetta                      | Argentína        | 9:34,78 |       |
| 12. | Hszü Suang-suang (Xu Shuangshuang) | Kína             | 9:43,50 |       |

### Döntő
| H     | Név                     | Nemzet           | E       | Mj |
| ----- | ----------------------- | ---------------- | ------- | -- |
| Arany | Winfred Yavi            | Bahrein          | 8:52,76 | OR |
| Ezüst | Peruth Chemutai         | Uganda           | 8:53,34 | NR |
| Bronz | Faith Cherotich         | Kenya            | 8:55,15 | PB |
| 4.    | Alice Finot             | Franciaország    | 8:58,67 | ER |
| 5.    | Sembo Almayew           | Etiópia          | 9:00,83 | SB |
| 6.    | Beatrice Chepkoech      | Kenya            | 9:04,24 |    |
| 7.    | Elizabeth Bird          | Nagy-Britannia   | 9:04,35 | NR |
| 8.    | Lomi Muleta             | Etiópia          | 9:06,07 | PB |
| 9.    | Norah Jeruto            | Kazahsztán       | 9:08,97 | SB |
| 10.   | Lea Meyer               | Németország      | 9:09,59 | PB |
| 11.   | Irene Sánchez-Escribano | Spanyolország    | 9:10,43 | PB |
| 12.   | Courtney Wayment        | Egyesült Államok | 9:13,60 |    |
| 13.   | Alicja Konieczek        | Lengyelország    | 9:21,31 |    |
| 14.   | Gesa Felicitas Krause   | Németország      | 9:26,96 |    |
| 15.   | Valerie Constien        | Egyesült Államok | 9:34,08 |    |